# 韦叔夏
韦叔夏（？—？），雍州万年县（今陕西省西安市长安区）人，出自京兆韦氏郧公房，唐朝官员。

## 生平
韦叔夏年幼时就精通家传的礼学，叔叔太子詹事韦琨曾经说：“你能这样，可以继承我们祖先西汉丞相韦贤、韦玄成的事业了。”韦叔夏之后考上明经，调露年间历任太常博士。永淳二年（683年）七月，唐高宗李治诏令当年十一月将要去嵩山封禅，命令国子司业李行伟、考工员外郎贾大隐、太常博士韦叔夏裴守真辅抱素等人审查决定相关礼仪。唐高宗去世后，丧葬礼仪遗失欠缺，韦叔夏和中书舍人贾大隐、博士裴守真、辅抱素等人讨论从前的典章制度，撰写制定丧葬制度，当时称赞完成的礼法合用，韦叔夏因此升任春官员外郎。武则天拜祭洛河，祭祀明堂，韦叔夏都另外接到制书，与当时的大儒祝钦明、郭山恽等人讨论裁定祭祀的礼节仪式。每次有所议论，众人都推重佩服韦叔夏，韦叔夏屡次升任成均司业。久视元年（700年），武则天又下制书说：“吉凶礼仪，为国家所重视，司礼博士对此不是很详细明白。成均司业韦叔夏、太子率更令祝钦明等人广泛涉猎礼学经书，大多博通熟悉，委任他们参与掌管此事，希望能弘扬法典。从现在开始礼部所修订的礼节仪式，全部委任韦叔夏等人修改确定，然后上奏进献。”长安四年（704年），韦叔夏升任春官侍郎。神龙初年，唐中宗李显复辟，韦叔夏转任太常少卿，担任建立庙社使，因功升任银青光禄大夫。神龙三年（707年），韦叔夏任国子祭酒，屡次加封沛国公。韦叔夏去世时虚龄七十多，他撰写《五礼要记》三十卷，流行于世。朝廷赠予兖州都督、修文馆学士，谥号文。

## 家庭

### 曾祖
- 韦孝宽，北周大司空、郧国公

### 祖父
- 韦津，唐朝陵州刺史、寿光县男

### 父亲
- 韦琬，唐朝成州刺史

### 兄弟姐妹
- 韦令则
- 韦季良
- 韦才绚，郇王府司马、金乡县男
- 韦季弼，太仆寺主簿
- 韦安石，沔州别驾、郇文贞公
- 韦金，嫁安州都督府参军元琰[5]

### 子女
- 韦縚，太常卿
- 韦大通，长女，嫁褒州别驾赠齐州刺史李静

## 延伸阅读
[在维基数据编辑]
 在维基文库阅读此作者作品
 《舊唐書·卷189下》，出自刘昫《舊唐書》